# Nolana
Nolana (Kod Karavle, hrv. nolana, vjetroviti zvončići; lat. Nolana), biljni rod jednogodišnjdeg puzećeg raslinja iz porodice krumpirovki ili pomoćnica smješten u tribus Nolaneae. Sastoji se od kojih 70 vrsta na Andskom području Južne Amerike. 
Opisan je u Decas plantarum rariorum horti upsaliensis 1: 3, pl. 2. 1762.

## Opis
Nolana L.f. (Nolaneae - Solanaceae) je lako prepoznatljiv rod koji se sastoji od 92 vrste ograničene na Peru i Čile, te jednu endemsku na otočju Galapagos u Ekvadoru. Među pet je ili šest najvećih rodova u porodici i ima najveću raznolikost vrsta u obalnom južnom Peruu i sjevernom Čileu. Ovim regijama dominira vegetacija nazvana lomas formacije koje postoje kao virtualni otoci visoko endemskih zajednica, a sve koriste dostupnu vlagu iz magle (camanchaca ili garua). Dok je većina vrsta rasprostranjena u staništima blizu obale, ne manje od pet vrsta može se naći u staništima daleko od utjecaja oceana i na visinama preko 1000 m. Nolana se ističe kao najrasprostranjeniji i najuočljiviji floristički element ovih formacija. U mnogim suvremenim klasifikacijama, članovi Nolane su prepoznati u porodičnom (Nolanaceae) ili potporodičnom (Nolanoideae) rangu zbog njihove neobične karpelne morfologije, ali podaci iz molekularnih studija dali su nedvojbene dokaze da je Nolana ugniježđena unutar Solanaceae. Filogenija je konstruirana za Nolanu korištenjem širokog spektra markera, a ova hipoteza o odnosima pruža okvir za uspostavljanje klasifikacije, testiranje evolucije karaktera i biogeografske rekonstrukcije. Nolana je dosljedno monofiletska, a od mnogih rodova predloženih unutar Nolane, Alona Lindl. i Sorema Lindl., konkretno, također su monofileti. Molekularne i morfološke studije dovele su do prepoznavanja ukupno 92 vrste: 42 vrste iz Perua, 46 vrsta iz Čilea, tri vrste su moderno rasprostranjene u Peruu i Čileu, a jedna vrsta na otočju Galapagos u Ekvadoru. Počevši od 1983. godine, prikupljanje i terenska promatranja provedena su u cijelom rasponu Nolane. Rezultati varijacijske analize s interpolacijom podataka (DIVA) sugeriraju Čile kao porijeklo Nolane. Evolucija raznolikosti unutar ove skupine mora se promatrati u kontekstu klimatskih i geoloških promjena u pustinjama obalne Južne Amerike, uključujući glacijalne cikluse i promjene razine mora, podizanje kontinenata, globalne klimatske promjene i povijesni razvoj El Niño vremenskih obrazaca. Za 92 vrste dani su ključ vrste, opisi, sinonimi, oznaka lektotipova ili neotipova, ilustracije i karte rasprostranjenosti. Dostavljen je Indeks numeriranih zbirki (Dodatak I.), s gotovo 3000 pristupa, i Kazalo znanstvenih naziva (Dodatak II.).

## Vrste
1. Nolana acuminata (Miers) Miers ex Dunal
2. Nolana adansonii (Roem. & Schult.) I. M. Johnst.
3. Nolana aenigma M. O. Dillon, S. Leiva & Quip.
4. Nolana albescens (Phil.) I. M. Johnst.
5. Nolana aplocaryoides (Gaudich.) I. M. Johnst.
6. Nolana arenicola I. M. Johnst.
7. Nolana arequipensis M. O. Dillon & Quip.
8. Nolana baccata (Lindl.) Dunal
9. Nolana balsamiflua (Gaudich.) Mesa
10. Nolana bombonensis Quip. & M. O. Dillon
11. Nolana callae Quip. & M. O. Dillon
12. Nolana carnosa (Lindl.) Miers ex Dunal
13. Nolana chancoana M. O. Dillon & Quip.
14. Nolana chapiensis M. O. Dillon & Quip.
15. Nolana clivicola (I. M. Johnst.) I. M. Johnst.
16. Nolana coelestis (Lindl.) Miers ex Dunal
17. Nolana crassulifolia Kunze ex Walp.
18. Nolana deflexa (I. M. Johnst.) I. M. Johnst.
19. Nolana dianae M. O. Dillon
20. Nolana diffusa I. M. Johnst.
21. Nolana divaricata (Lindl.) I. M. Johnst.
22. Nolana elegans (Phil.) Reiche
23. Nolana filifolia (Hook. & Arn.) I. M. Johnst.
24. Nolana foliosa (Phil.) I. M. Johnst.
25. Nolana galapagensis (Christoph.) I. M. Johnst.
26. Nolana gayana (Gaudich.) I. M. Johnst.
27. Nolana glauca (I. M. Johnst.) I. M. Johnst.
28. Nolana gracillima (I. M. Johnst.) I. M. Johnst.
29. Nolana hoxeyi M. O. Dillon & Quip.
30. Nolana humifusa (Gouan) I. M. Johnst.
31. Nolana incana (Phil.) I. M. Johnst.
32. Nolana inconspicua (I. M. Johnst.) I. M. Johnst.
33. Nolana inflata Ruiz & Pav.
34. Nolana intonsa I. M. Johnst.
35. Nolana jaffuelii I. M. Johnst.
36. Nolana lachimbensis M. O. Dillon & Luebert
37. Nolana laxa (Miers) I. M. Johnst.
38. Nolana leptophylla (Miers) I. M. Johnst.
39. Nolana lezamae M. O. Dillon, S. Leiva & Quip.
40. Nolana linearifolia Phil.
41. Nolana lycioides I. M. Johnst.
42. Nolana mollis (Phil.) I. M. Johnst.
43. Nolana onoana M. O. Dillon & M. Nakaz.
44. Nolana paradoxa Lindl.
45. Nolana parviflora (Phil.) Phil.
46. Nolana patachensis J. Hepp & M. O. Dillon
47. Nolana patula (Phil.) Mesa ex M. O. Dillon
48. Nolana peruviana (Gaudich.) I. M. Johnst.
49. Nolana philippiana M. O. Dillon & Luebert
50. Nolana platyphylla (I. M. Johnst.) I. M. Johnst.
51. Nolana pterocarpa Phil. ex Wettst.
52. Nolana quicachaensis Quip. & M. O. Dillon
53. Nolana ramosissima I. M. Johnst.
54. Nolana reichei M. O. Dillon & Arancio
55. Nolana rhombifolia Martic. & Quezada
56. Nolana rostrata (Lindl.) Miers ex Dunal
57. Nolana rupicola Gaudich.
58. Nolana salsoloides (Lindl.) I. M. Johnst.
59. Nolana samaensis M. O. Dillon & Quip.
60. Nolana scaposa Ferreyra
61. Nolana sedifolia Poepp.
62. Nolana sessiliflora Phil.
63. Nolana sphaerophylla (Phil.) Mesa ex M. O. Dillon
64. Nolana stenophylla I. M. Johnst.
65. Nolana tarapacana (Phil.) I. M. Johnst.
66. Nolana tocopillensis (I. M. Johnst.) I. M. Johnst.
67. Nolana tricotiflora Quip. & M. O. Dillon
68. Nolana villosa (Phil.) I. M. Johnst.
69. Nolana werdermannii I. M. Johnst.

## Sinonimi
- Alibrexia Miers; Hook. Lond. J. Bot. 4: 506 (1845)
- Alona Lindl.; Bot. Reg. (1844) t. 46
- Aplocarya Lindl.; Bot. Reg. (1844) sub t. 46
- Bargemontia Gaudich.; Voy. Bonite, Bot. 3: t. 8 (1841)
- Dolia Lindl.; Bot. Reg. (1844) sub t. 46
- Gubleria Gaudich.; Bot. Voy. Bonite, t. 104 (1844 publ. 1852)
- Leloutrea Gaudich.; Voy. Bonite, Bot. 3: t. 110 (1852)
- Neudorfia Adans.; Fam. 2: 219 (1763)
- Osteocarpus Phil.; Regel, Gartenfl. (1884) 39, 356
- Periloba Raf.; Fl. Tellur. 4: 87 (1838)
- Sorema Lindl.; Bot. Reg. (1844) sub t. 46
- Teganium Schmidel; Ic. Pl., ed. Keller, 67 (1768)
- Tula Adans.; Fam. Pl. 2: 500 (1763)
- Velpeaulia Gaudich.; Bot. Voy. Bonite, t. 109 (1844 publ. 1852)
- Walkeria Mill. ex Ehret; Phil. Trans. 53: 130 (1763)
- Zwingera Hofer; Act. Helvet. 5: 267 (1762)